# Carles I de Hessen-Kassel
Carles I de Hessen-Kassel (Kassel, Sacre Imperi Romanogermànic, 3 d'agost de 1654 - ibídem, 23 de març de 1730) fou landgravi de Hessen-Kassel.
Era el tercer fill del landgravi Guillem VI de Hessen-Kassel (1629-1663) i de la princesa de Brandenburg Hedwig Sofia de Hohenzollern (1623-1683). El 1670 va succeir el seu germà gran Guillem VII al capdavant del landgraviat, i es va dedicar a la reconstrucció econòmica del país, malmès per la Guerra dels Trenta Anys. Així, Hesse-Kassel es va poder recuperar molt més ràpidament que altres regions alemanyes. També es va esforçar per enfortir i reconstruir l'exèrcit, que utilitzaria com a mercenari al servei d'altres governs. D'aquesta manera, va participar en la Guerra de Successió Espanyola al costat de la causa austracista. Aquesta política de lloguer del seu exèrcit li va reportar importants beneficis econòmics, però també crítiques de part dels qui consideraven que podia malmetre les relacions amb altres països.
Després de la revocació de l'Edicte de Nantes el 1689, Carles va permetre l'entrada al seu país de molts hugonots i valdesos francesos. Uns 4000 hugonots s'instal·laren a la ciudad de Kassel, per als quals hi creà tot un barri a la capital i fundà la ciutat de Sieburg el 1699, així com els donà autonomia sobre les seves escoles i temples.
A partir de Siegburg va emprendre un ambiciós projecte de construcció d'una vía de comunicació fluvial, el Canal del Landgravi Carles, que havia d'unir l'estat de nord a sud. El tram acabat existent avui és només de 19,6 km de llarg, i a cada costat hi ha nombroses obres arquitectòniques d'estil barroc. Es va interessar per l'art i va construir i remodelar diversos palaus. En el camp de l'arqueologia va participar el 1709 en les primeres excavacions de Mader Heiden.

## Matrimoni i fills
Es va casar amb Amàlia Kettler de Curlàndia, la promesa del seu germà que acabava de morir, i filla de Jacob Kettler de Curlàndia (1610-1682) i de Lluïsa Carlota de Brandenburg (1617-1676). El matrimoni va tenir setze fills:
- Guillem (1674-1676)
- Carles (1675-1677)
- Frederic (1676-1751), rei de Suècia i landgravi de Hessen-Kassel, casat primer amb Lluïsa de Brandenburg (1680-1705), i després amb Ulrica Elionor de Suècia (1688-1741).
- Cristiá, nascut i mort el 1677.
- Sofia Carlota (1678-1749), casada amb Frederic Guillem de Mecklenburg-Schwerin (1675-1713).
- Un fill nascut mort el 1679.
- Carles (1680-1702)
- Guillem (1682-1760), landgravi de Hessen-Kassel, casat amb Dorotea de Saxònia-Zeitz (1691-1743).
- Leopold (1684-1704)
- Lluís (1686-1706)
- Maria Lluïsa (1688-1765), casada amb Joan Guillem d'Orange-Nassau (1687-1711).
- Maximilià (1689-1753), casat amb Frederica Carlota de Hessen-Darmstadt (1698-1777).
- Jordi Carles (1691-1755)
- Elionor nascuda i morta el 1694.
- Guillemina Carlota (1695-1722)
- Un fill nascut mort el 1696.